# سودابه اشرفی
سودابه اشرفی یک نویسنده معاصر ایرانی است.
مجموعه داستان «فردا می‌بینمت» نوشته سودابه اشرفی جایزه ادبی گلشیری برای بهترین رمان سال را از آن خود کرد. رمان «ماهی‌ها در شب می‌خوابند» این داستان‌نویس نیز برنده جایزه مهرگان ادب و گلشیری شد.

## آثار
- فردا می‌بینمت
- ماهی‌ها در شب می‌خوابند

## جوایز
- مجموعه داستان «فردا می‌بینمت» جایزه هوشنگ گلشیری بهترین مجموعه داستان اول دوره پنجم.
- رمان «ماهی‌ها در شب می‌خوابند» این داستان‌نویس برنده جایزه مهرگان ادب و گلشیری شد.